# تیم ملی والیبال مردان فیلیپین
تیم ملی والیبال مردان فیلیپین تیم ملی والیبال مردان کشور فیلیپین است.